# Sam Abal
Samuel Tei Sam Abal (26 de junio de 1958) es un político de Papúa Nueva Guinea. Abal, quien anteriormente se desempeñó como Ministro de Relaciones Exteriores desde agosto de 2007 hasta diciembre de 2010, se convirtió en Viceprimer Ministro del país en una reorganización del gabinete de Michael Somare realizada el 7 de diciembre de 2010. Además, fue nombrado primer ministro en funciones de Papúa Nueva Guinea el 13 de diciembre de 2010, cuando el Primer Ministro Somare dejó el cargo para enfrentarse a un tribunal en relación con las denuncias de mala gestión financiera. Su mandato como Primer Ministro interino terminó el 2 de agosto de 2011, cuando Peter O'Neill ganó una votación parlamentaria para ser nombrado Primer Ministro

## Trayectoria
Después de servir como Ministro de Relaciones Exteriores, Comercio e Inmigración, este diputado de Wabag fue nombrado vice primer ministro en diciembre de 2010. El primer ministro, Sir Michael Somare, se estaba preparando para dejar el cargo temporalmente debido a una investigación judicial contra él, relacionada con las dudas sobre sus declaraciones de impuestos en la década de 1990. Y deseaba que un aliado cercano actuase en su ausencia. Abal reemplazó a Don Polye como vice primer ministro y fue nombrado primer ministro interino unos días después, el 14 de diciembre.
En junio de 2011, cuando sir Michael Somare fue hospitalizado en Singapur, y mientras Sam Abal actuaba como Primer Ministro interior, fue encontrado el cuerpo de una mujer en el jardín de su casa en Port Moresby. Su hijo Teo, que había sido visto llegar con una mujer (mientras su padre estaba ausente) y luego desapareció, fue arrestado por la policía dos días después como el principal sospechoso. Sam Abal se mudó temporalmente a un hotel ya que su hogar se convirtió en la escena de un crimen. El 2 de agosto de 2011, Abal fue destituido de su cargo como Primer Ministro por una moción de confianza parlamentaria, y tres de sus ministros se unieron a las filas de la oposición. Peter O'Neill fue elegido por los diputados para sucederlo.
El gobierno, depuesto inicialmente, se negó a sentarse en los bancos de oposición en el Parlamento, viéndose a sí mismo como el gobierno legítimo. Se basaban en que el Tribunal Supremo indicó en diciembre que el procedimiento de impugnación no había sido conforme a ley. Sin embargo, a mediados de febrero de 2012, Dame Carol Kidu, que había sido ministra de Desarrollo Comunitario, se distanció de sus excolegas y se sentó sola en los bancos de la oposición, convirtiéndose en la líder de una oposición oficial de la que era miembro: el único miembro El 21 de febrero, Sam Abal se unió a ella y se convirtió en vice líder de la oposición. También se distanció de Somare, creyendo que había precipitado parcialmente su caída al no comunicarse con los diputados de su mayoría. Al convertirse en Líder Adjunto de la Oposición dos meses antes del inicio de las elecciones legislativas. Y, si bien Kidu anunció que terminaría su carrera política la víspera de la elección, Abal explicó que quería distanciarse de su mentor presentándonse como primer ministro potencial. En las elecciones legislativas de 2012, Sam Abal, que se presentó como candidato sin partido, perdió su asiento en el distrito electoral de Wabag